# Харіраджа
Харіраджа (гінді हरिराज; д/н — 1194) — останній магараджахіраджа Сакамбхарі у 1192—1194 роках.

## Життєпис
Походив з династії Чаухан. Другий син Сомешвари і Карпурадеві, доньки Нарасімхадеві Калачура, магараджахіраджи Чеді. Народився десь в державі Гуджара, під час перебування там батька. 1169 року перебрався до Аджеямеру, де Сомешвара став магараджахіраджею Сакамбхарі.
1192 року його брат Прітхвіраджа III зазнав ніщивної поразки від султана Мухаммада Ґорі, загинувши у битві. Син загиблого — Говіндараджа IV — визнав зверхність Гурідів. Невдовзі за цим Харіраджа повстав, повалив небожа, що втік до фортеці Ранастамбхапур. Але за цим на допомогу тому прийшов гурідський намісник Айбек, який змусив Харіраджу відступити до Аджеямеру. За цим Говіндараджа IV відвоював свою столицю. Але вже 1193 року Харіраджа знову змусив останнього відступити. За цим відправив військо для відвоювання Делі на чолі із Джатирою, але той зазнав невдачі. За цим Харіраджа рушив проти Айбека з основними силами, але зазнав поразки. Натомість гурідське військо підійшло до Адмеямеру. Згодом, бачачи неможливість спротиву, 1194 року Харіраджа разом зі своєї радиною наклав на себе руки шляхом самоспалення. Держава Сакамбхарі припинила своє існування.